# Mercado linguístico
Em sociolinguística, a noção de mercado linguístico, também conhecido como mercado de fala, refere-se ao mercado simbólico onde acontecem as trocas linguísticas.
Nos mercados linguísticos, o capital linguístico – um subtipo do conceito mais amplo de capital cultural de acordo com Pierre Bourdieu – é trocado, e diferentes línguas e variedades têm diferentes valores simbólicos. Diferentes variedades linguísticas recebem valores de mercado e vários preços que são positivos ou negativos. Muitos desses valores são baseados na conotação da variedade linguística. Os maiores valores de mercado são atribuídos a variedades raras e desejáveis no mercado. O mais elevado deles é considerado discurso legítimo. Esse desejo de discurso legítimo decorre do sistema educativo porque está intimamente ligado ao crescimento econômico que relaciona os mercados econômicos com os linguísticos porque a sociedade converte carreiras desejáveis em discurso desejável.
O intercâmbio linguístico existe em três níveis principais: (i) entre o público e o texto; (ii) dentro do conteúdo do texto; e (iii) entre textos encontrados em um grupo comum. No mercado linguístico padrão, as línguas padrão geralmente gozam de mais valor devido ao elevado prestígio manifesto que lhes está associado, enquanto nos mercados linguísticos que valorizam variedades não padronizadas, os vernáculos também podem desfrutar de um valor mais elevado. Esse conceito provou ser útil na compreensão de outros conceitos sociolinguísticos, como variação e mudança linguística e gênero.
A sociedade em geral é considerada o macromercado para a aplicação da linguagem, mas dentro da sociedade existem vários micromercados. Exemplos de micromercados incluem famílias e grupos de pares. Os valores nos micromercados podem variar significativamente em relação ao valor no macromercado para uma determinada variedade. Por exemplo, muitos jovens podem usar gírias ou outra linguagem específica de um grupo de pares; nesse micromercado, essa língua tem um alto valor de mercado, porém, no macromercado da sociedade esse valor da língua é muito menor.
Muitos investigadores tentaram criar novos índices para representar o paralelo econômico que existe no campo da linguística. David Sankoff e Suzanne Laberge desenvolveram um índice para medir especificamente como a atividade dos falantes no mercado linguístico está relacionada ao conhecimento dos falantes ou à aplicação do discurso legítimo para o mercado.